# Ibate
Ibate – władca gutejski, następca Jarlagaba, który według Sumeryjskiej listy królów miał rządzić Sumerem przez 3 lata.